# Tordoia

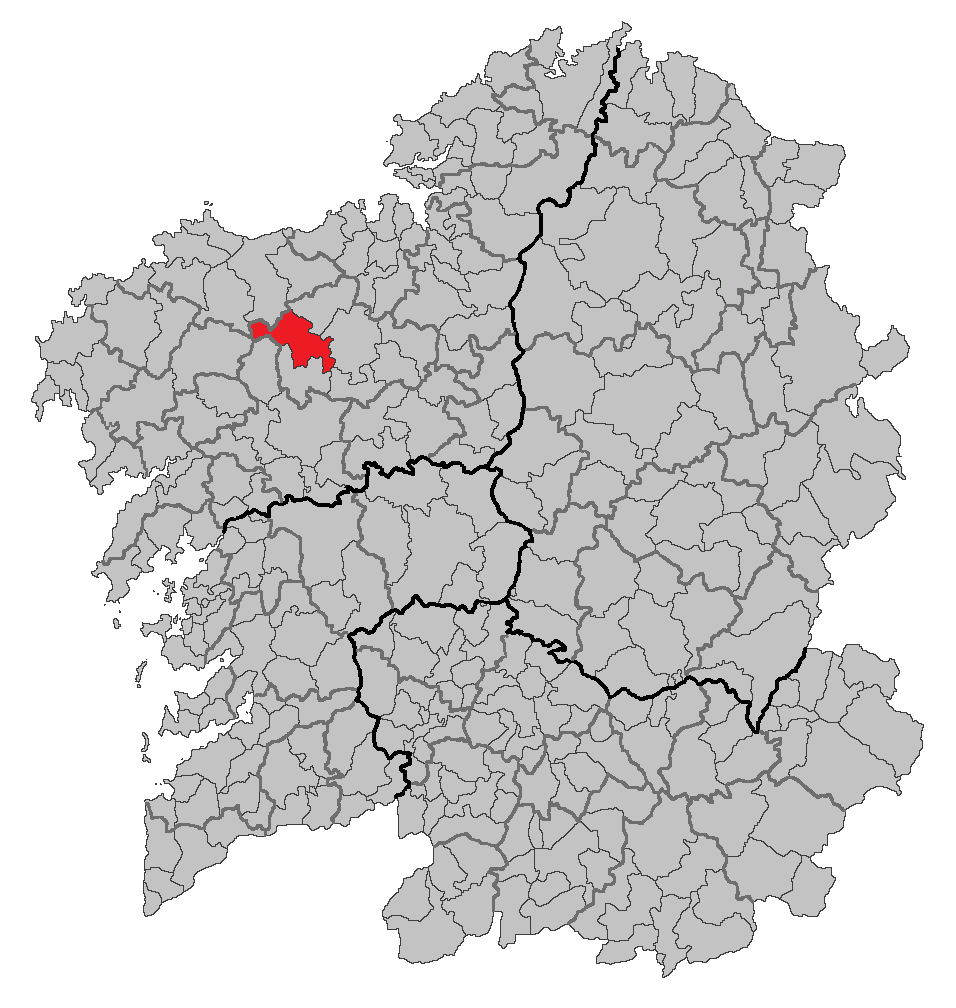
Localização de Tordoia

Tordoia (em espanhol, Tordoya) é um município da Espanha na província 
da Corunha, 
comunidade autónoma da Galiza, de área 125 km² com 
população de 4467 habitantes (2007) e densidade populacional de 37,69 hab/km².

## Demografia
| Variação demográfica do município entre 1991 e 2004 | Variação demográfica do município entre 1991 e 2004 | Variação demográfica do município entre 1991 e 2004 | Variação demográfica do município entre 1991 e 2004 |
| --------------------------------------------------- | --------------------------------------------------- | --------------------------------------------------- | --------------------------------------------------- |
| 1991                                                | 1996                                                | 2001                                                | 2004                                                |
| 5847                                                | 5334                                                | 4847                                                | 4713                                                |